# Цфасман Олександр Наумович
Олександр Наумович Цфасман (нар. 1 грудня (14 грудня) 1906, Олександрівськ (нині Запоріжжя, Україна), Катеринославська губернія, Російська імперія — пом. 20 лютого 1971, Москва) — радянський піаніст-віртуоз, композитор, аранжувальник, диригент, керівник оркестру, публіцист та громадський діяч єврейського походження. Один із родоначальників радянського джазу, перший у СРСР джазовий музикант-професіонал; керівник кількох джазових колективів, у тому числі художній керівник джаз-оркестру Всесоюзного радіо (1939—1946). Заслужений артист РРФСР (1957).

## Життєпис
Народився 14 грудня 1906 р. в Олександрівську. Його батько, Нахіль Айзикович Цфасман, був власником «Першої перукарні» (її офіційна назва), а також платної бібліотеки і готелю.
Батько сам грав на скрипці, тому з семи років почав учити сина гри на скрипці та фортепіано. Для цього додому приходила вчителька, адже батьки могли собі це дозволити.
Згодом Олександр переїхав до Москви, навчався в консерваторії, яку закінчив 1930 року (клас Фелікса Блуменфельда).
Тоді ж захопився джазом і створив свій перший ансамбль «Амо-джаз», який виступав у найкращих московських кінотеатрах і ресторанах «Отель» та «Інтурист». 1932 року організував ансамбль “Московські хлоп’ята”, з яким виступав у ресторані “Савой”. 1937 року зробили 4 записи: за його авторства пісні “В дальню путь”, “На березі моря”, “Невдале побачення” і обробка відомого польського танго “Остання неділя”, що мало назву “Розлука” відоме як “Втомлене сонце”.
1945 року вперше в Москві виконав у Колонному залі Будинку Спілок та Великому залі “Рапсодію у блюзовых тонах” Джорджа Гершвіна. Після війни тенденція змінилася і аксіомою стали слова: «Сьогодні він грає джаз, а завтра країну продасть», все ж композиції Олександра Цфасмана «Звуки джазу», «Невдале побачення», «Втомлене сонце», «Щасливий дощ» країна співала. Автор оркестрових п'єс, концертів, музики до спектаклів і кінофільмів, зокрема до українського — «Тарапунька і Штепсель під хмарами» (1953).
У 1966 р. був одним із засновників Європейської джазової асоціації.
Помер 20 лютого 1971 р. у Москві.

## Пам'ять.

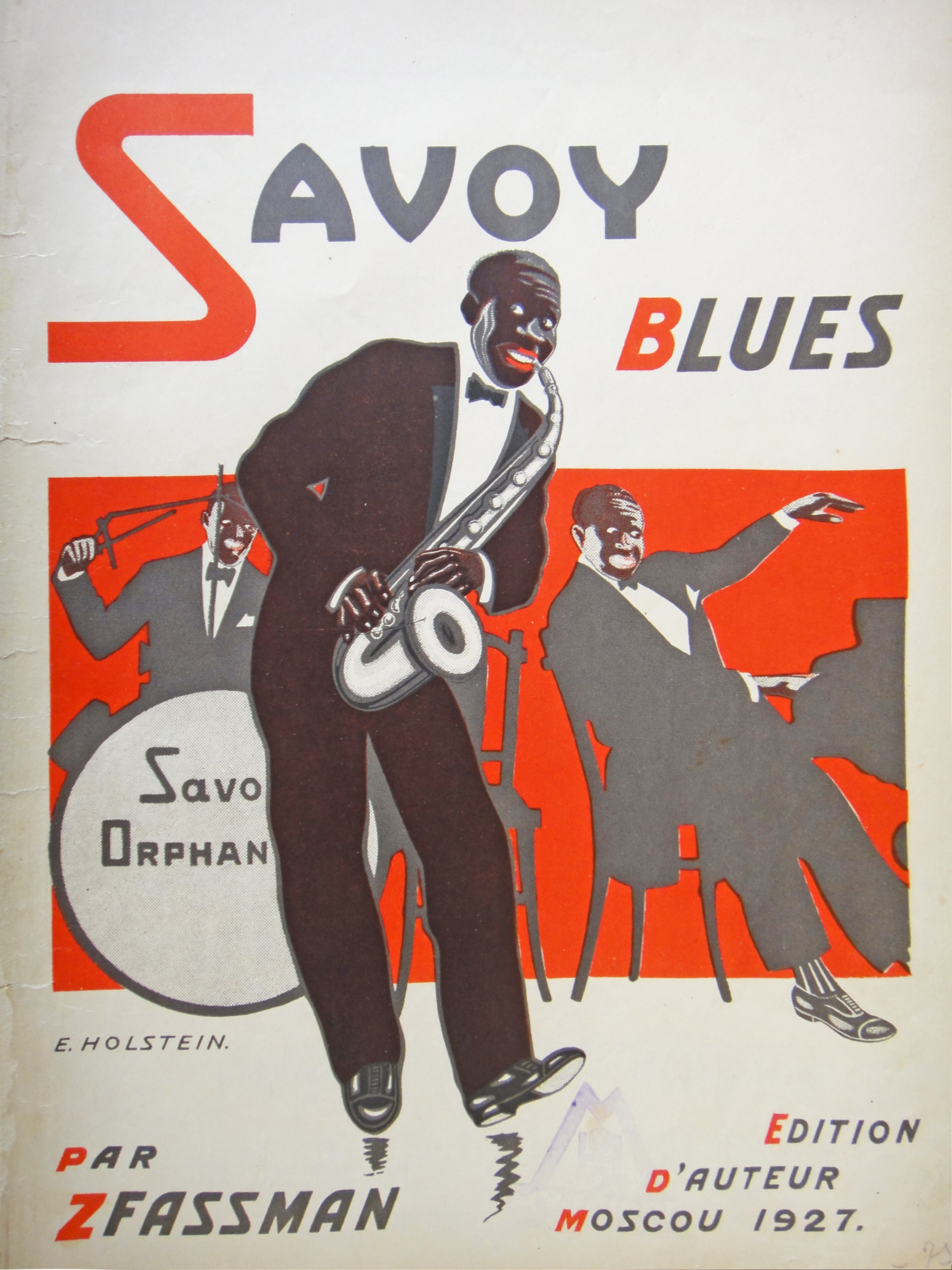
Савой-блюз Цфасман. Ноти. Москва, 1927 (художник Гольштейн)

В рамках проекту «Сучасне мистецтво для покоління Z» у Запоріжжі (колишньому Олександрівську) на фасаді Будинку Лещинського, де свого часу проживав легендарний композитор та знаходилась перукарня його батька у жовтні 2020 року, було створено мурал з його портретом.

## Фільмографія
Композитор:
- «Шумливе плавання» (1937, мультфільм)
- «Сторінки життя» (1948)
- «Тарапунька і Штепсель під хмарами» (1953, к/м)
- «Лісовий концерт» (1953, мультфільм)
- «Синя пташка» (1954, к/м)
- «Веселі зірки» (1954)
- Секрет краси (1955, к/м)
- «За вітриною універмагу» (1955)
- «Чарівне дзеркало» (1958, документальний)
- «Сумувати не треба» (1985, використано пісня Цфасмана)
- «Тато» (2004, використано муз. п'єса Цфасмана)

Диригент:
- «Зустріч на Ельбі» (1949)

Піаніст:
- «Російське питання» (1947, рояль-соло)